# Магеррамова, Усния Икрам кызы
Усния Икрам кызы Магеррамова (азерб. Hüsniyə İkram qızı Məhərrəmova; род. 30 сентября 1981, Баку) — азербайджанская телеведущая, комментатор, продюсер и глава азербайджанской делегации на конкурсе песни «Евровидение».

## Биография
Усния Магеррамова родилась 30 сентября 1981 года в Баку. В 1987—1998 годах училась в средних школах № 255 и 151 города Баку. Также училась игре на фортепиано в музыкальной школе. В 1999 году поступила на факультет актерского мастерства Азербайджанского государственного университета культуры и искусств. После его окончания в 2003 году поступила на факультет сольного пения Бакинской Музыкальной Академии и получила второе высшее образование. В том же году приняла участие в конкурсе «Sing your song» («Спой свою песню») и заняла третье место. Параллельно продолжила обучение и получила степень магистра музыковедения.
В годы обучения Усния Магеррамова сменила карьеру на карьеру телеведущего. В 2005 году, когда было запущено Общественное телевидение, она прошла конкурс и через несколько дней вела свое первое телешоу. Работала продюсером, заместителем директора отдела музыкальных и развлекательных программ и ведущей Общественного телевидения до мая 2014 года.
В 2007—2008 годах Усния Магеррамова работала на «TRT Avaz». С 2010 по 2014 год была заместителем директора отдела музыкальных и развлекательных программ телекомпании «Общественное телевидение». В период с 2014 по 2016 год являлась исполнительным директором частной компании. В июле 2019 года была назначена начальником отдела международных связей и протокола АзТВ и работала на данной должности до января 2020 года. С 2020 года Усния Магеррамова работает директором и медиа-директором в частном секторе.
Усния Магеррамова являлась членом азербайджанской делегации на конкурсе песни «Евровидение 2007», ведущей национального отбора для «дебюта Азербайджана на конкурсе Евровидение 2008 года», точечной ведущей танцевального конкурса «Евровидение 2008» и конкурса «Евровидение 2009». Она была комментатором и репортером на конкурсе песни «Евровидение-2010», национальным комментатором на конкурсе «Евровидение-2011», членом международного жюри национального отбора Мальты 2012 года. Являлась членом организационного ядра и координатором конкурса «Евровидение-2012», проходившего в Азербайджане, главой азербайджанской делегации в 2012, 2013 и 2014 годах, продюсером и менеджером в 2015, 2016 и 2017 годах. В 2019 году она снова стала главой азербайджанской делегации.
В 2008 году Усния Магеррамова вышла замуж за Самира Джафарова, участника рок-группы «Колдунья». У них есть близнецы, девочка и мальчик.

## Телевизионная деятельность
Усния Магеррамова была ведущей и продюсером ряда программ с 2005 по 2020 годы:
| Дата      | Имя               | ТВ канал                 | Роль                                |
| --------- | ----------------- | ------------------------ | ----------------------------------- |
| 2005      | «Музэкспресс»     | Общественное телевидение | Ведущий                             |
| 2006—2010 | «Гараж»           |                          | Ведущий, продюсер                   |
| 2007—2008 | «Ветры с Кавказа» | ТРТ Аваз                 | Ведущий                             |
| 2010      | «Show N1»         |                          | Ведущий, продюсер                   |
| 2012      | «Звезда Евразии»  |                          | Ведущий                             |
| 2013—2014 | «Форт Боярд»      | Азад Азербайджан ТВ      | Режиссер                            |
| 2014      | «Большая сцена»   | Азад Азербайджан ТВ      | Ведущий, кастинг-менеджер, продюсер |
| 2016—2019 | «5-й элемент»     | Азад Азербайджан ТВ      | Ведущий                             |
| 2019—2020 | «1azTV»           | АзТВ                     | Ведущий                             |